# 7 января
7 января — 7-й день года  по григорианскому календарю.
До конца года остаётся 358 дней (359 дней в високосные годы).
До 15 октября 1582 года — 7 января по юлианскому календарю, с 15 октября 1582 года — 7 января по григорианскому календарю.
В XX и XXI веках соответствует 25 декабря по юлианскому календарю.

## Праздники и памятные дни
См. также: Категория:Праздники 7 января

### Религиозные

#### Православие
- Рождество Христово — в церквях, пользующихся юлианским календарём: Русской, Иерусалимской, Грузинской, Сербской, Польской.

#### Католицизм
- Память святого Кнуда Лаварда;
- память аскета Лукиана Антиохийского;
- память святого Раймунда де Пеньяфорта;
- память святого Карла из Сецце.

### Именины
- Католические: Карл, Кнуд, Лукиан, Раймунд.

## События
См. также: Категория:События 7 января

### До XX века
- 1325 — Афонсу IV стал королём Португалии после смерти своего отца Диниша I.
- 1558 — французские войска под командованием Франсуа де Гиза захватили последние английские земли в континентальной Европе.
- 1610 — открытие четырёх крупнейших спутников Юпитера Галилео Галилеем.
- 1726 — состоялось первое заседание Петербургской Академии наук.
- 1782 — в Филадельфии открылся первый американский коммерческий банк — Банк Северной Америки.
- 1785 — француз Жан-Пьер Франсуа Бланшар вместе с американцем Джоном Джеффрисом впервые пересекли Ла-Манш на воздушном шаре.
- 1839 — физик Франсуа Араго на заседании Парижской академии наук впервые сообщил об изобретении Дагером и Ньепсом дагеротипии. С 1935 года по решению IX Международного конгресса научной и прикладной фотографии эта дата считается днём изобретения фотографии[2].
- 1878 — началось сражение при Шейново (Болгария), в котором русские войска одержали стратегически важную победу над турецкими.
- 1887 — Томас Стивенс вернулся на пароходе в Сан-Франциско: он завершил первое кругосветное путешествие на велосипеде, проехав 13 500 миль и пробыв в пути около трёх лет[3].

### XX век
- 1922 — Палата представителей Ирландии ратифицировала Англо-ирландский договор, подписанный 6 декабря 1921 года.
- 1928 — первый полёт самолёта У-2 («Кукурузник») конструкции Николая Поликарпова.
- 1935 — в Риме Бенито Муссолини и Пьер Лаваль подписали франко-итальянское соглашение.
- 1940 — Советско-финляндская война: победой финских войск под командованием Ялмара Сииласвуо завершилось сражение на Раатской дороге.
- 1953
  - Заявление президента США Гарри Трумэна о наличии у США водородной бомбы.
  - Катастрофа C-46 на озере Бэр — крупнейшая в штате Айдахо (40 погибших).
- 1959 — США признали кубинское правительство Фиделя Кастро.
- 1965 — Индонезия объявила о своём выходе из ООН.
- 1972 — катастрофа SE-210 на Ивисе — крупнейшая в истории Питиузских островов (104 погибших).
- 1979 — вьетнамскими войсками свергнут режим Пол Пота в Кампучии.
- 1985 — Япония запустила свою первую автоматическую межпланетную станцию «Сакигакэ» (Пионер).
- 1986 — открытие Новосибирского метрополитена.
- 1988 — Афганская война: начался бой у высоты 3234.
- 1989 — наследный принц Акихито провозглашён новым императором Японии.
- 1993 — война в Боснии и Герцеговине: бойня в Кравице.
- 1994 — катастрофа Jetstream 41 под Колумбусом, 5 погибших.

### XXI век
- 2015 — террористический акт в редакции Charlie Hebdo в Париже, погибло 12 человек, ранено 11.
- 2025
  - землетрясение в Тибете, более 120 погибших.
  - в агломерации Лос-Анджелеса и прилегающих районах начали распространяться пожары.

## Родились
См. также: Категория:Родившиеся 7 января

### До XIX века
- 1 до н. э. (в христианской традиции по датировке юлианского календаря) — Иисус Христос, центральная личность в христианской религии.
- 1342 — Филипп II Смелый (ум. 1404), основатель Бургундского герцогства.
- 1502 — Григорий XIII (в миру Уго Бонкомпаньи; ум. 1585), 226-й римский папа (1572—1585), осуществивший реформу календаря (ввёл григорианский календарь).
- 1794 — Эйльхард Мичерлих (ум. 1863), немецкий химик, открывший явления изоморфизма и диморфизма.
- 1800 — Миллард Филлмор (ум. 1874), 13-й президент США (1850—1853).

### XIX век
- 1827 — Сэндфорд Флеминг (ум. 1915), канадский инженер-железнодорожник, дизайнер почтовых марок, инициатор введения часовых поясов.
- 1834 — Иоганн Филипп Рейс (ум. 1874), немецкий учёный и изобретатель.
- 1844 — Бернадетта Субиру (ум. 1879), католическая святая, которой, по её словам, являлась Дева Мария.
- 1847 — Александр Карпинский (ум. 1936), русский советский геолог, первый выборный президент Академии наук (1917—1936).
- 1850 — Александра Калмыкова (ум. 1926), русская революционерка, общественный деятель.
- 1851 — Николай Чайковский (ум. 1926), русский политический деятель, «дедушка русской революции».
- 1858 — Элиэзер Бен-Йехуда (ум. 1922), еврейский лингвист, «отец» современного иврита.
- 1861 — Иван Шмидт фон дер Лауниц (ум. не ранее 1916), генерал-лейтенант русской армии, изобретатель и педагог.
- 1875 — Густав Флатов (ум. 1945), немецкий гимнаст, двукратный чемпион первой Олимпиады (1896).
- 1876 — Василий Гиляровский (ум. 1959), русский и советский психиатр. Академик АМН СССР.
- 1887
  - Константин Истомин (ум. 1942), русский советский художник, педагог.
  - Оскар Лутс (ум. 1953), эстонский писатель и драматург.
- 1891 — Зора Ниэл Хёрстон (ум. 1960), американская фольклористка, антрополог и писательница.
- 1895 — Клара Хаскил (ум. 1960), румынская, французская и швейцарская пианистка.
- 1899
  - Франсис Пуленк (ум. 1963), французский композитор и пианист.
  - Степан Щипачёв (ум. 1980), русский советский поэт и писатель-прозаик.

### XX век
- 1902 — Сергей Худяков (наст. имя Арменак Ханферянц; расстрелян в 1950), советский военачальник, маршал авиации.
- 1903 — Антанас Снечкус (ум. 1974), литовский советский коммунистический деятель, в 1940—1974 гг. первый секретарь Литовской Компартии.
- 1905 — Константин Лордкипанидзе (ум. 1986), грузинский писатель, Герой Социалистического Труда.
- 1906 — Антанас Венцлова (ум. 1971), литовский поэт, прозаик, критик.
- 1909 — Самвел Кочарянц (ум. 1993), советский учёный-конструктор, разработчик атомных и термоядерных боеприпасов, дважды Герой Социалистического Труда.
- 1910 
  - Константин Заслонов (погиб в 1942), советский партизан, командир, Герой Советского Союза (посмертно).
  - Фрэнк Любин (ум. 1999), американский и литовский баскетболист, олимпийский чемпион в составе сборной США (1936), чемпион Европы в составе сборной Литвы (1939).
- 1911
  - Зиновий Колобанов (ум. 1994), советский танкист-ас.
  - Мария Миронова (ум. 1997), актриса театра, кино и эстрады, народная артистка СССР.
- 1912 — Иван Якубовский (ум. 1976), советский военачальник, Маршал Советского Союза, Дважды Герой Советского Союза.
- 1916 — Елена Чаушеску (расстреляна в 1989), супруга президента Румынии Николае Чаушеску.
- 1917 — Нина Сазонова (ум. 2004), актриса театра и кино, певица, народная артистка СССР.
- 1919 — Василий Трофимов (ум. 1999), советский футболист и хоккеист, заслуженный тренер СССР.
- 1921 — Евгений Бабич (ум. 1972), советский хоккеист, чемпион Олимпийских игр (1956), мира (1954) и Европы (1954, 1955, 1956).
- 1922 — Жан Пьер Рампаль (ум. 2000), французский флейтист, один из крупнейших исполнителей на этом инструменте.
- 1924 — Николай Семизоров (ум. 1999), руководитель Куйбышевгидростроя, Герой Социалистического Труда.
- 1925 — Джеральд Даррелл (ум. 1995), английский зоолог, путешественник и писатель.
- 1928 — Уильям Блэтти (ум. 2017), американский писатель, сценарист и кинорежиссёр.
- 1935 — Валерий Кубасов (ум. 2014), советский лётчик-космонавт, дважды Герой Советского Союза.
- 1941 — Джон Эрнест Уокер, английский химик, лауреат Нобелевской премии (1997).
- 1942 — Василий Алексеев (ум. 2011), советский тяжелоатлет, двукратный олимпийский чемпион (1972, 1976), 8-кратный чемпион мира и Европы.
- 1948 — Наталья Гвоздикова, советская и российская актриса театра и кино, народная артистка РФ.
- 1951 — Талгат Мусабаев (ум. 2025), советский и российский космонавт, казахстанский функционер. Герой Российской Федерации (1994), Народный Герой Казахстана (1995). Председатель Национального космического агентства Республики Казахстан (2007—2016).
- 1956 — Дэвид Карузо, американский актёр кино и телевидения, лауреат «Золотого глобуса».
- 1958 — Линда Козловски, американская актриса театра, кино и телевидения.
- 1961 — Екатерина Семёнова, советская и российская эстрадная певица, композитор и киноактриса.
- 1962 — Александр Дугин, российский философ, политолог, социолог, переводчик, общественный деятель.
- 1963 — Кристиан Лубутен, французский дизайнер-модельер обуви.
- 1964 — Николас Кейдж (при рожд. Николас Ким Коппола), американский актёр, кинорежиссёр и продюсер, лауреат премий «Оскар», «Золотой глобус» и др.
- 1972 — Светлана Журова, российская конькобежка, чемпионка мира (1996, 2006) и Олимпийских игр (2006), депутат Госдумы.
- 1985 — Льюис Хэмилтон, британский автогонщик, 7-кратный чемпион мира «Формулы-1».
- 1988 — Роберт Шиэн, ирландский актёр кино и телевидения (роль Нейтана в сериале «Отбросы» и др.).
- 1988 — Хейли Беннетт, американская киноактриса.
- 1990 — Грегор Шлиренцауэр, австрийский прыгун с трамплина, олимпийский чемпион (2010), 6-кратный чемпион мира.
- 1991 — Эден Азар, бельгийский футболист.
- 1993 — Ян Облак, словенский футболист, вратарь.
- 1994 — Маккензи Уигер, канадский хоккеист, чемпион мира (2023).

## Скончались
См. также: Категория:Умершие 7 января

### До XX века
- 1325 — Диниш I (р. 1261), король Португалии (1279—1325), поэт, просветитель.
- 1536 — Екатерина Арагонская (р. 1485), первая супруга короля Англии Генриха VIII.
- 1647 — Григорий Львов, государственный деятель Русского царства[4].
- 1655 — Иннокентий X (в миру Джованни Баттиста Памфили, р. 1574), 236-й Папа Римский (1644—1655).
- 1715 — Франсуа Фенелон (р. 1651), французский писатель, теолог, архиепископ Камбре.
- 1847 — Николай Языков (р. 1803), русский поэт-романтик.
- 1855 — Ефим Люценко (р. 1776), русский прозаик и поэт-сентименталист, переводчик.

### XX век
- 1916 — Анатолий Дуров (р. 1864), русский цирковой артист, клоун и дрессировщик.
- 1920
  - Эдмунд Бартон (р. 1849), первый премьер-министр Австралии (1901—1903).
  - Ваан Терьян (р. 1885), армянский поэт и общественный деятель.
- 1932 — Андре Мажино (р. 1877), французский политический и военный деятель.
- 1933 — Николай Садовский (р. 1856), российский, советский и украинский театральный актёр и режиссёр.
- 1935 — Иван Мещерский (р. 1859), русский советский учёный-механик.
- 1943 — Никола Тесла (р. 1856), сербско-американский изобретатель в области электро- и радиотехники.
- 1950 — Монти Бэнкс (р. 1897), американский актёр и режиссёр итальянского происхождения.
- 1957 — Йоже Плечник (р. 1872), словенский архитектор и градостроитель.
- 1958
  - Петру Гроза (р. 1884), румынский антифашист, глава первого демократического правительства Румынии после Второй мировой войны.
  - Маргарет Энглин[англ.] (р. 1876), канадская драматическая актриса.
- 1959
  - Иван Ефимов (р. 1878), скульптор, график, художник кукольного театра, народный художник РСФСР.
  - Борис Лавренёв (р. 1891), русский советский писатель-прозаик, поэт, драматург, журналист.
- 1960 — Иван Бардин (р. 1883), советский учёный-металлург, вице-президент АН СССР (1942—1960).
- 1966 — Владимир Петров (р. 1896), кинорежиссёр, сценарист, актёр, народный артист СССР.
- 1968 — Анатолий Бабко (р. 1905), украинский советский химик-аналитик.
- 1972 — Джон Берримен (р. 1914), американский поэт.
- 1978 — Валентина Сперантова (р. 1904), актриса театра и кино, народная артистка СССР.
- 1984 — Альфред Кастлер (р. 1902), французский физик-атомщик, лауреат Нобелевской премии (1966).
- 1985 — Владимир Коккинаки (род. 1904), советский лётчик-испытатель, дважды Герой Советского Союза.
- 1986 — Хуан Рульфо (р. 1917), мексиканский писатель.
- 1988
  - Тревор Ховард (р. 1916), английский актёр театра, кино и телевидения.
  - Пётр Чернов (р. 1917), актёр театра и кино, народный артист РСФСР.
- 1989 — Хирохито (или Император Сёва; р. 1901), 124-й император Японии (1926—1989).
- 1991 — Кондрат Крапива (р. 1896), народный писатель Белорусской ССР, Герой Социалистического Труда.
- 1994 — Лидия Жуковская (р. 1920), историк древнерусского языка, палеограф, доктор филологических наук.
- 1995 — Галина Ковалёва (р. 1932), оперная певица, народная артистка СССР.
- 1996
  - Таро Окамото (р. 1911), японский художник.
  - Григорий Пономаренко (р. 1921), композитор, баянист, народный артист СССР.
- 1998
  - Слава Метревели (р. 1936), советский футболист, чемпион Европы (1960) в составе сборной СССР, тренер.
  - Владимир Прелог (р. 1906), швейцарский химик-органик, лауреат Нобелевской премии (1975).
- 1999 — Николай Парфёнов (р. 1912), советский и российский актёр театра и кино.
- 2000 — Махмуд Эсамбаев (р. 1924), чеченский танцовщик, актёр, хореограф, балетмейстер, народный артист СССР.

### XXI век
- 2007
  - Капиталина Лазаренко (р. 1925), советская и российская певица.
  - Невенка Урбанова (р. 1909), сербская и югославская актриса театра и кино, певица.
- 2014 — Шао Ифу (р. 1907), гонконгский медиамагнат, один из основателей китайского кинематографа.
- 2015 — Наталья Ажикмаа-Рушева (р. 1926), тувинская советская балерина.
- 2017 — Мариу Суареш (р. 1924), португальский политик-социалист, президент Португалии (1986—1996).
- 2019 — Моше Аренс (р. 1925), израильский политик и учёный, министр обороны, министр иностранных дел Израиля.
- 2021
  - Игорь Григович (р. 1932), российский врач, детский хирург, доктор медицинских наук.
  - Владимир Киселёв (р. 1957), советский легкоатлет, олимпийский чемпион (1980) в толкании ядра. Заслуженный мастер спорта СССР (1980).
  - Александр Рычагов (р. 1956), советский хоккеист с мячом и тренер, Заслуженный мастер спорта СССР (1985), двукратный чемпион мира (1979, 1985).
  - Мэрион Рэмси (р. 1947), американская актриса и певица.
  - Валерий Хлевинский (р. 1943), советский и российский актёр театра и кино, театральный педагог. Народный артист Российской Федерации (2002).
- 2022 — Анатолий Квашнин (р. 1946), российский государственный и военный деятель; начальник Генерального штаба ВС РФ — первый заместитель министра обороны РФ (1997—2004), Герой Российской Федерации.
- 2024 — Франц Беккенбауэр (р. 1945), Немецкий футболист и тренер (1965—1983) Чемпион мира (1974) , Чемпион Европы (1972)
- 2025 — Жан-Мари Ле Пен (р. 1928), французский политический деятель, основатель и лидер Национального фронта в 1972—2011 годах; отец Марин Ле Пен.

## Народные приметы
- Начало Святых Вечеров — Святок (с 7 по 14 января — «святые вечера», с 14 по 19 января — «страшные вечера»).
- В старину считалось, что нехорошо, если первой на Рождество войдёт в хату (из чужих) женщина — весь год будут хворать бабы в той хате.
- Во время обеда на Рождество нельзя пить (алкоголь) — будешь часто пить на сенокосе.
- В день Рождества хозяину не годится со двора идти — овцы заблудятся.
- С Рождества до Крещения грех охотиться в лесу — с охотником может несчастье случиться.
- Гнутой работы не делали (обручей, полозьев и пр.), а иначе боялись, что приплода скота не будет.
- Ради большого приплода ягнят сажают на шубу первого гостя, пришедшего «славить» в день Рождества Христова.
- Пять раз в году солнце играет: на Рождество, Богоявленье, Благовещение, Светлое Воскресение, Иоанново рождение.
- Тёплое Рождество — холодная осень.
- Снег в Рождество — к урожайному году.
- В Рождество день тёплый — хлеб будет тёмный, густой.
- На Рождество метель — пчёлы будут хорошо роиться.
- На Рождество иней — урожай на хлеб, небо звездисто — урожай на горох.
- Хороший санный путь — урожай на гречку.
- Частые куржаки на деревьях, узоры на окнах, похожие на ржаные колосья, вниз завитками, а не торчмя, — к урожаю.
- Снег вьётся до крыши — рожь будет выше.
- Какая погода после Рождества, такая будет и после Петрова дня (12 июля).
- Тёмные святки — молочные коровы, светлые — ноские (плодовитые) куры[5].
- Коли на Рождество оттепель — весна будет ранняя и тёплая.
- Если Рождество на новом месяце, то год будет неурожайный.
- В Рождество нельзя шить, иначе в семье кто-нибудь ослепнет.
- В день Рождества девушкам нельзя гадать[6].
- На Рождество надевают новую рубаху, чистую (но не новую) нельзя, а то жди неурожая[7].